# Gueorgui Nefiodovitch Zakharov
Pour les articles homonymes, voir Zakharov.
Gueorgui Nefiodovitch Zakharov (en russe : Георгий Нефёдович Захаров) est un général des forces aériennes soviétiques. Il est né le 24 avril 1908 et mort le 6 janvier 1996.

## Biographie
Il est né sur les bords de la Volga, à "Vieux Semionkin", près de Samara (ville rebaptisée Kouibychev) oblast de Samara. Il est décrit, en mars 1943, à Mozalsk, comme 

« Une montagne, Zakharov. Le mètre quatre-vingts passé sans difficulté. »

— Y. Courrière (1979) p. 148

### Jeunes années
Son enfance, au temps du tsar, est celle d'un pauvre, « misérable » Encore la misère après la révolution, il perd ses parents lors de la grande famine de 1920. Son adolescence se passe dans un orphelinat. il est tour à tour, valet de ferme, berger mais il a l'espoir, « Espoir d'étudier grâce à la révolution bolchevique ».
Il travaille dur et entre au Collège d'Agriculture de Riazan tout en travaillant dans un sovkhoze. Il continue ses efforts et réussit ses examens. Il est admis au Parti communiste en 1929. Il s'engage en 1930 dans l'Armée rouge, termine sa formation de pilote d'aviation dans la 7e école militaire aérienne de Stalingrad dans le courant de 1933. Il sert ensuite dans le district militaire du Nord-Caucase puis dans la 36e brigade aérienne du district militaire de Kiev.
Il est alors pilote de grande classe, politiquement sûr. Il part pour un voyage qui le mènera clandestinement, en civil, au Havre (France) puis en Espagne.

### Guerre d'Espagne
Il se retrouve fin 1936 volontaire pour aider la République espagnole dans le combat contre Franco. Il arrive à Carthagène (Espagne) le 20 octobre 1936, sous le pseudonyme d'Enrique Lores. Il est envoyé à Madrid assiégé par les nationalistes. Dans une bataille aérienne, le 4 novembre 1936, alors qu'il pilotait un I-15, il abat deux avions ennemis Fiat CR.32. Le 9 novembre, il intercepte un IMAM Ro.37. Le 8 décembre 1936, il abat intentionnellement un avion de l'ambassade de France à bord duquel se trouvait le journaliste français Louis Delaprée, lequel meurt trois jours plus tard, et le médecin de la Croix-Rouge Georges Henny qui rapportait peut-être à Genève des preuves de l'implication républicaine dans les massacres de civils perpétrés aux geôles de Paracuellos.
À la fin de 1937, Zakharov est rappelé en Union soviétique. Il revendique six victoires en solo et quatre en groupe pendant son séjour en Espagne. Pour ces faits, il reçoit l'ordre du Drapeau rouge et il est promu capitaine. Après son retour, il sert comme pilote d'essai puis commande de la 109e escadrille d'interception.

### Seconde guerre Sino-japonaise
En avril 1938, il est nommé commandant d'un détachement de Groupe de volontaires soviétiques (600 avions) basés à Hankou qui aident l'Armée nationale révolutionnaire pendant la Seconde Guerre sino-japonaise. Pendant son service avec le groupe (qui se termina en novembre 1938) il abattit trois avions japonais Mitsubishi A5M. Pendant le convoyage d'un avion Mitsubishi capturé, vers un aérodrome soviétique, il s'écrasa dans une région éloignée mais fut récupéré plus tard.
La qualité du travail, ses exploits lui valent de passer directement au grade de colonel. De ses combats en Espagne, il a retiré une profonde connaissance des tactiques de la Luftwaffe. Il a su aussi évaluer la maniabilité et la puissance des avions ennemis qu'il a combattus.

## Seconde Guerre mondiale
En 1939, Zakharov est diplômé d'une formation suivie à l'Académie militaire soviétique du personnel d'Etat-major. Il est promu colonel. Il est nommé au poste de commandant de la composante aérienne du District militaire de Sibérie. Le 7 mai 1940, il est nommé au rang de major général. En novembre, il quitte la Sibérie pour commander la 43e Division d'interception, alors stationnée à Minsk, dans le district spécial militaire de l'Ouest.
Le 18 juin 1941, Zakharov pilotait un Polikarpov Po-2 en mission spéciale de reconnaissance au-dessus des lignes allemandes, de l'autre côté de la frontière. Il remarqua ce qu'il décrivit comme « une concentration allemande sans précédent » Dans une interview, le colonel du GRU Vladimir Kyachov prétendit que le rapport de Zakharov atteignit le Kremlin et interpella Joseph Staline qui put lancer une alerte du front, mais le maréchal Dmitri Pavlov ne transmit pas la directive.
Le 22 juin, quand l'opération Barbarossa débuta, Zakharov, aux commandes d'un Polikarpov I-16, abattit deux Ju 88 au-dessus de Minsk. En novembre, il fut relevé de son commandement de la 43e brigade et envoyé à l'arrière, à la tête de l'Ecole militaire de pilotage aérien trans-baïkalienne de Oulan-Oude, en Asie centrale.
En décembre 1942, il revint sur le front et se vit confier le commandement de la 303e division d'interception en formation sur la base aérienne de Koubinka. Il servit dans cette position jusqu'à la fin de la guerre.
Le 16 avril 1943, sur le terrain de Mozalsk, la 303e division est renforcée par le Groupe de chasse no 3 Normandie des Forces aériennes françaises libres.
L'unité de Zakharov participa à la bataille de Koursk et fournit l'appui aérien au 3e front biélorusse pendant la bataille de Smolensk et la campagne de l'opération Bagration en Biélorussie.
Elle prit ensuite part à la campagne de Prusse-Orientale.

## Bilan
Pendant la « Grande Guerre patriotique », Zakharov a personnellement effectué 153 sorties, pris part à 48 batailles aériennes et abattu 10 avions ennemis. Pour son commandement éminent et sa bravoure personnelle, le Major Général de l'aviation Zakharov fut fait Héros de l'Union soviétique et reçu l'Ordre de Lénine. Plus tard, il fut fait Chevalier de la Légion d'honneur et citoyen d'honneur de la ville de Paris.

## Après la2eguerre mondiale
Après la guerre, Zakharov servit dans le district militaire de l'Est et dans l'industrie aéronautique militaire. Il prit sa retraite du service actif en 1960.
Mort à Moscou, il est enterré au cimetière de Kountsevo.

## Sources